# پودر چیلی

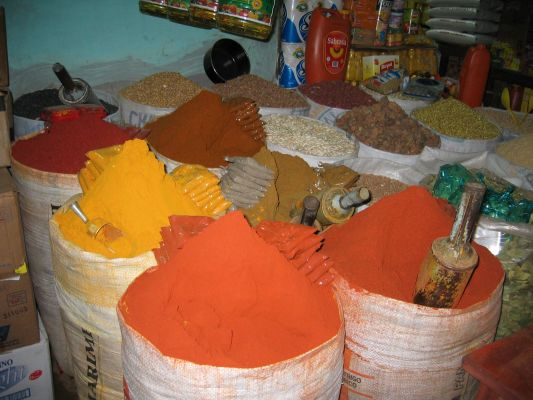
پودر چیلی در کشور بولیوی

پودر چیلی (به انگلیسی: chili powder) نوعی ادویهٔ پودر مانند به رنگ قرمز است که در آن به فلفل تند، شوید، پاپریکا، پونه کوهی، زیره سبز، سیر، میخک صدپر و انواع دیگر ادویه اضافه شده و به صورت مخلوط در می‌آید. در تهیه غذاهای مکزیکی مانند (chili con carne) چیلی کن کارنه و تاکو این ادویه عنصری ضروری است. پودر چیلی از مکزیک تا آمریکای شمالی و همچنین آشپزی اسپانیایی مورد استفاده قرار می‌گیرد.